# Чеховські мотиви
«Чеховські мотиви» — копродукційний художній фільм 2002 року зроблений Україною та Росією та знятий Кірою Муратовою. Сюжет фільму базований на оповіданні «Важкі люди» та п'єсі «Тетяна Рєпіна» російського письменника Антона Павловича Чехова.

## Зміст
За мотивами оповідань Чехова. Головний герой зраджує світле почуття любові заради грошей. Він одружується на багатій дівчині, залишивши свою бідну наречену на самоті. Та не витримує такої цинічної зради і зводить рахунки з життям. І ось настав день весілля, а до зрадника приходить привид бідної дівчини, прагнучої справедливої помсти.

## Ролі
| Актор                       | Роль     |
| --------------------------- | -------- |
| Наталія Бузько              | наречена |
| Жан Даніель                 | жених    |
| Філіп Панов                 | Петро    |
| Сергій Бехтерєв             |          |
| Ніна Русланова              |          |
| Георгій Делієв              |          |
| Володимир Комаров           |          |
| Сергій Попов                |          |
| Олександр Баширов           |          |
| Ольга Конська               |          |
| Ута Кільтер                 |          |
| Юрій Шликов                 |          |
| Інга Дороніна-Сиромятникова |          |
| Леонід Кушнір               |          |

## Знімальна група
- Автори сценарію: Євген Голубенко, Кіра Муратова
- Режисер-постановник: Кіра Муратова
- Оператор-постановник: Валерій Махньов
- Художник-постановник: Євген Голубенко
- Композитор: Валентин Сильвестров
- Режисер монтажу: Валентина Олійник
- Художник по костюмах: Руслан Хвастов
- Художник по гриму: Вікторія Курносенко
- Режисер: Т. Комарова
- Оператор: Олександр Лобєєв
- Звукооператор: Юхим Турецький
- Художник-декоратор: Володимир Євсіков
- Адміністративна група: І. Глушкова, Олена Дементьєва, Вікторія Петріна
- Директор картини: Олександр Боковіков